# José Manuel Romero Moreno
José Manuel Romero Moreno (Madrid, 11 de junio de 1940), octavo conde de Fontao y décimo  marqués de San Saturnino es un abogado y profesor universitario español.

## Biografía
Hijo del agente de cambio y bolsa y musicólogo Carlos Romero de Lecea y de Pilar Moreno Uribe y nieto de José Moreno Osorio, conde de Fontao e importante ingeniero de caminos.
Cursa sus primeros estudios y los estudios secundarios en el Colegio de Areneros de Madrid. En 1959 comienza la carrera de derecho en la Universidad Complutense de Madrid. Es, en su segundo año de carrera, cuando acompaña en su año académico al entonces Príncipe D. Juan Carlos de Borbón.
Con carácter inmediatamente posterior, ingresa en el seminario de los jesuitas sin llegar a ordenarse sacerdote y más tarde, entre 1968 y 1974 participa en numerosas iniciativas políticas, con dedicación fundamental al grupo que se denominó Frente de Liberación Popular (FLP) o FELIPE, como fue conocido. Tiempo después y, con ocasión de la profunda revisión que se llevó a cabo en la izquierda marxista, se alinea en el denominado Eurocomunismo, que iniciaba un diálogo con los movimientos  cristianos y en los que se integra hasta el final de ese período.
En 1981 se doctora con la tesis “Los derechos fundamentales y su protección procesal en en siglo XIX español”, por la que también obtiene Premio extraordinario.
En el ámbito profesional trabaja, entre 1970 y 1983 en la Asesoría jurídica del entonces Banco Hispanoamericano llegando a ser Letrado Jefe. Entre 1985 y 1990 ocupa el puesto de Jefe del Gabinete del Presidente del Consejo de Estado Tomás de la Quadra-Salcedo y en 1991 funda su despacho de abogados, que se fusionaría tres años más tarde con el del exministro Alberto Oliart.
En 1993 fallece su madre heredando los títulos de conde de Fontao y de marqués de San Saturnino, siendo de este modo continuador de una prolongada vinculación familiar con la provincia de Lugo.
En ese mismo año de 1993 el rey Juan Carlos le requiere para que devenga su abogado personal y, al mismo tiempo, el consejero jurídico externo de su Casa, ejerciendo, desde entonces, una labor de enorme confianza al desarrollar un trabajo profesional de asesoría en todos los aspectos personales, familiares, organizativos y políticos relacionados con el Rey y su familia.
En 1999 inicia, asimismo, otra etapa como colaborador institucional internacional en dos iniciativas de debate y reflexión que se ponen en marcha; FRIDE y, sobre todo, el Club de Madrid,.
En 2004 accede al Consejo de Administración de Patrimonio Nacional del que ha sido miembro hasta el año 2017. En 2009, es nombrado Secretario del Patronato del Real Instituto Elcano, cargo que abandona en 2021.
Habiendo retomado con intensidad la explotación iniciada por su abuelo alrededor de la Casa solariega de Fontao, será uno de los primeros empresarios forestales españoles en recibir, en septiembre de 2011, el sello FSC del Consejo de Administración Forestal.
Con la llegada del nuevo Monarca Felipe VI en 2014, el conde de Fontao, hombre de la estricta confianza de D. Juan Carlos, abandona la asesoría legal permanente de la Casa Real.
En 2015 es nombrado Presidente de la filial española de la multinacional suiza SICPA, una de las mayores empresas mundiales dedicadas a desarrollar tintas de seguridad y soluciones integradas de autenticación y trazabilidad para proteger la integridad, seguridad y valor de la moneda y otros productos de identidad personal. Con tal motivo abandona, un año después,  el ejercicio activo de la abogacía que había ido disminuyendo desde la integración de su despacho en el bufete Chavarri dos años antes. En 2025 abandona la presidencia de SICPA.
Desde junio de 2018 es Académico correspondiente de la Real Academia de Jurisprudencia y Legislación y desde 2022 de la Academia Gallega de Gastronomía. Es miembro del Comité Español de los Colegios del Mundo Unido y Secretario de la Fundación Axa.

## Leve intervención en elCaso Noos
En diciembre del año 2011 la prensa descubre que, en su condición de asesor legal privado del Rey, había intentado en el año 2006, que Iñaki Urdangarín abandonase las actividades mercantiles que más tarde darían lugar al llamado Caso Noos tras las primeras informaciones de investigaciones parlamentarias sobre las mismas.  Todo ello para evitar un grave daño a la imagen de la Corona. Sus gestiones no tuvieron éxito al no abandonar el Sr Urdangarín sus actividades. Un año y medio después, declara como testigo ante el Juez instructor del Caso relatando su exacta participación en el asunto. El 21 de abril de 2016 termina su intervención en el caso declarando en la Audiencia de Palma como testigo en el juicio abierto por esta causa.
Otros autores consideran que su participación fue más intensa. Según escribe Monge, José Manuel Romero jugó un papel fundamental, no para que Urdangarín abandonase el Instituto Nóos o la posterior y heredera Fundación Deporte Cultura e Integración Social (FDIS), pasando por la Fundación Areté sino para disimular o camuflar el papel protagónico en toda la trama tanto del propio Urdangarín como de la propia Casa Real con el rey Juan Carlos a la cabeza. Cuando compareció como testigo ante el Juez Castro y el fiscal Horrach, durante un interrogatorio de hora y media, y pese a la advertencia del Juez de que lo iba a imputar, José Manuel Romero no varió su táctica del "yo no me acuerdo de nada",  declaraba que no habló del Instituto Nóos con el Rey, que desconocía que la infanta Cristina y el secretario personal de ella y su hermana la infanta Elena, Carlos García Revenga, ocuparan puestos en la directiva de Nóos, y que desconocía la existencia de la inmobiliaria Aizoon, la sociedad patrimonial al 50% del matrimonio, cuyos ingresos (un 95%) llegaban de Nóos y se destinaban a sufragar los gastos particulares de Urdangarín y Cristina. El Juez Castro concluyó la comparecencia diciéndole "No puedo agradecerle su comparecencia porque, si bien lo que ha declarado es su verdad, su declaración me parece poco creíble". 
A la salida del juzgado, el conde manifestaba estar "muy satisfecho" y plenamente convencido de que nada de lo que había declarado podría causar algún daño a la Casa Real.

## Descendencia
De su matrimonio (divorciado en 2017) con Ana María Duplá del Moral, hija de Tomás Duplá Abadal ingeniero industrial (nieto del farmacéutico y alcalde de Lérida Antoni Abadal i Grau) y de Ana María del Moral Aguado, nieta a su vez del político Antonio del Moral López, nacieron:
- Carlos Romero Duplá, nacido en 1972, casado con Marta Lladó Arburúa, hija del exministro José Lladó.
- José Romero Duplá, nacido en 1977, casado con Patricia del Pozo Salinas.